# 당진포진성
당진포진성(唐津浦鎭城)은 대한민국 충청남도 당진시 고대면 당진포리 말봉산 아래 부근에 있는, 돌과 흙을 섞어 쌓은 네모진 성곽이다. 2000년 1월 11일 충청남도의 문화재자료 제365호로 지정되었다.

## 개요
당진시 고대면 당진포리 말봉산 아래 부근에 있으며 돌과 흙을 섞어 쌓은 네모진 성곽이다.
넓은 계곡을 둘러싸며 주위의 산능선을 따라 성벽을 만들었으며 둘레는 약 500m, 높이는 약 2m이다.
이 성은 조선시대 각 도의 여러 진에 배치되었던 종4품의 무관직인 만호가 지휘하는 병선이 있던 곳으로 군량과 무기를 보관하였고 유사시에는 수군이 모이는 장소로 사용하였다.
특히 당진포진성은 성문을 보호하기 위해 성문 앞에 쌓은 작은 성인 옹성의 형태가 나타나 있고, 윗부분에 설치된 덮개돌이 처음으로 확인되는 등 중요한 가치를 지니고 있는 진성이다.

## 참고 자료
- 당진포진성 - 국가유산청 국가유산포털